# Firefly (Uriah Heep)
Firefly è il decimo album in studio del gruppo musicale rock britannico Uriah Heep pubblicato nel febbraio 1977. È anche il primo con John Lawton, ex-cantante dei Lucifer's Friend, sostituto di David Byron.

## Tracce
1. The Hanging Tree (Hensley, Jack Williams) – 3:40
2. Been Away Too Long (Hensley) – 5:03
3. Who Needs Me (Kerslake) – 3:39
4. Wise Man (Hensley) – 4:40
5. Do You Know (Hensley) – 3:12
6. Rollin' On (Hensley) – 6:21
7. Sympathy (Hensley) – 4:44
8. Firefly (Hensley) – 6:21

## Formazione
- John Lawton - voce
- Mick Box - chitarra
- Ken Hensley - tastiera, chitarra
- Trevor Bolder - basso
- Lee Kerslake - batteria